# Catedral metropolitana de Manaos
La catedral Metropolitana de Manaos está ubicada en la ciudad de Manaos, estado de Amazonas, al norte de Brasil.
Es la iglesia madre de la ciudad, que se remonta a los misioneros carmelitas que, en 1695, crearon la primitiva iglesia de Nuestra Señora. Ese espacio fue reconstruido por el presidente de la provincia Manoel da Gama Lobo D' Almada, que hizo ampliar sus instalaciones. El nuevo trabajo, sin embargo, fue destruido por un devastador incendio en 1850.
El edificio actual es de estilo neogriego, con gran parte del material importado de Europa, especialmente de Portugal; en el caso de las seis campanas de fundición portuguesa de la capilla mayor del baptisterio y de tres altares, todo en piedra caliza procedente de Lisboa. Los azulejos llegaron de Nova Rainha (ahora Parintins).
La iglesia se inauguró oficialmente en 1878. En 1892 se creó la diócesis de Amazonas y en 1946 a iglesia de la Concepción fue elevada a catedral.